# العلاقات المقدسة (مسلسل)
العلاقات المقدسة (بالهندية: पवित्र रिश्ता : بافيترا ريشتا) هو مسلسل تلفزيوني درامي هندي من إنتاج إيكتا كابور التابعة لشركة بالاجي تيلي فيلمز [الإنجليزية] مقتبس عن المسلسل التلفزيوني التاميلي ثيروماثي سيلفام [الإنجليزية]، بدأ عرضه في سنة 2009 على زي تي في من 1 يونيو 2009 إلى 25 أكتوبر 2014 بعدد حلقات بلغ 1424 حلقة من بطولة سوشانت سينغ راجبوت وأنكيتا لوخاندي.
بعد وفاة الممثل سوشانت سينغ راجبوت، أُعيد بث المسلسل على قناة على زي تي في أواخر عام 2018 و2020. وقد حصلت إعادة العرض على تقييمات جيدة، تقرر على إثرها تقديم مسلسل جديد على شكل سلسلة ويب بنفس العنوان تم بثها على قناة زي 5 اعتبارًا من 15 سبتمبر 2021 حيث تم إعادة الممثلة أنكيتا لوخاندي لتمثيل دورها "أرشانا" والممثل شهير شيخ في دور "ماناف" بديلا للراحل سوشانت سينغ راجبوت.

## وصلات خارجية
- العلاقات المقدسة على موقع IMDb (الإنجليزية)
- العلاقات المقدسة على موقع كينوبويسك (الروسية)
- العلاقات المقدسة على موقع قاعدة بيانات الفيلم (الإنجليزية)

- الموقع الرسمي